# Кулаженко Геннадій Володимирович
Геннадій Володимирович Кулаженко (28 липня 1952, м. Наровля Гомельської області Білорусі — 28 червня 1981 Провінція Герат, Афганістан) — активіст білоруськомовного самвидаву в 1970-х рр., радник у справах молоді в Афганістані.

## Біографія
У 1969 р. закінчив середню школу № 9 м. Мінська, працював слюсарем-складальником на заводі імені Орджонікідзе у Мінську. У 1975 р. закінчив історичний факультет БДУ імені В. І. Леніна. Під час навчання разом з друзями: Володимиром Орловим, Едвардом Зайковським, Ігорем Чернявським, Юрієм Бандаровичем виступив організатором, редактором і одним з авторів самвидавного машинописного літературного альманаху «Мілавіца». Також в цей час був одним з лідерів студентського неформального гуртка «Партія любителів пива». За 1974—1976 рр. вийшло 7 номерів альманаху. У 1976 р. видання було конфісковано КДБ, з авторами провели роз'яснювальну роботу.
Після закінчення БДУ працював директором школи в Поставському районі Вітебської області. З 1975 р. другий секретар Поставского РК ЛКСМБ. 3 1976 до 1978 р. навчався у Вищій комсомольській школі при ЦК ВЛКСМ у Москві. У 1978-80 роках— перший секретар Поставского РК ЛКСМБ, з липня до грудня 1980 р.— завідувач відділу Вітебського ОК ЛКСМБ. В грудні 1980 року спрямований радником у справах молоді в Афганістан.
У липні 1981 року рухаючись з аеропорту на таксі потрапив в засідку в околицях м. Герат. Загинув прийнявши бій проти 45 душманів. Точне місце поховання невідоме.
Нагороджений орденом Дружби народів (посмертно). В м. Постави на його честь названа вулиця [Архівовано 4 березня 2016 у Wayback Machine.].